# Jean-Claude Izzo
Jean-Claude Izzo (n. 20 iunie 1945, Marsilia - d. 26 ianuarie 2000, Marsilia) a fost un scriitor și jurnalist francez. 
Este cunoscut mai ales pentru seria de trei romane polițiste care fac parte din „trilogia Marseille”: „Total Khéops“, „Chourmo“ și „Soléa“.

## Lucrări
- Poèmes à haute voix 1970
- Terres de feu 1972
- État de veille 1974
- Braises, brasiers, brûlures 1975
- Paysage de femme 1975
- Le réel au plus vif 1976
- Clovis Hughes, un rouge du Midi 1978
- Total Khéops 1995
- Chourmo 1996
- Loin de tous rivages 1997
- Les marins perdus 1997 [7]
- Vivre fatigue 1998
- Soléa, 1998
- L'Aride des jours 1999
- Le soleil des mourants 1999
- Un temps immobile 1999

## Premii
- 1996: Prix Sang d'encre pentru Chourmo
- 2001: Deutscher Krimi Preis în categoria International (locul 1) pentru Chourmo